# Félicie d'Ayzac
Félicie Marie Émilie de Ayzac, conocida como Félicie d'Ayzac (París, 1801 - Bon-Encontre, 26 de marzo de 1881) fue una historiadora y poeta francesa.

## Biografía
A los 16 años de edad empezó a trabajar como "dame professeur" en la Maison d'éducation de la Légion d'honneur de Saint-Denis (Casa de educación de la Legión de honor), escuela de educación secundaria destinada a muchachas cuyos parientes hubieran sido distinguidos con la Légion d'honneur. 
Ejerció el cargo de profesora durante treinta y cinco años dedicándose al mismo tiempo a la literatura y a estudios históricos. A partir de 1823, empezó participar en la Académie des Jeux floraux (Academia de los Juegos florales), donde consiguió varios premios. En 1833 publicó la recopilación de Soupirs poétiques (Suspiros poéticos), cuya segunda edición fue premiada por la Academia francesa en 1842. En 1858, la Académie des Jeux floraux le otorgó el título de Maître ès jeux.
Paralelamente, investigó y estudió diversos tipos de estatuas publicando sus memorias históricas. En 1849, la Academia de las inscripciones y lenguas antiguas le concedió una mención honorífica por su monografía sobre las estatuas de la Catedral Notre-Dame de Chartres y, en 1861, un premio por su publicación sobre la historia de la Abadía de Saint-Denis. 
Posteriormente publicó diversos estudios de arte, arqueología y "zoología mística" sobre los emblemas bíblicos y el simbolismo arquitectónico de estatuas como el dragón, la comadreja, el uro, el elefante y los cuatro animales del Apocalipsis.
Siendo "dame dignitaire honoraire" de la escuela donde ejercía, se jubiló y estableció su residencia en el castillo de Castelnoubel en Bon-Encontre (Aquitania), dónde empezó a componer poesías fuertemente impregnadas de melancolía.

## Obras principales

### Estudios históricos
- Les Statues du porche nord de la cathédrale de Chartres, ou explication de la présence des statues de la Beauté, de la Volupté, de l'Honneur, sur les basiliques chrétiennes (1849) (Las Estatuas del porche septentrional de la catedral de Chartres, o explicación de la presencia de las estatuas de la Belleza, la Voluptuosidad, el Honor, sobre las basílicas cristianas)
- Histoire de l'abbaye de Saint-Denis en France (2 volúmenes, 1860-1861)
- Saint-Denis, sa basilique et son monastère (1867)

### Recopilaciones poéticas
- Odes d'Horace. Traduction française avec des notes explicatives (1822)
- Soupirs poétiques (1833)
- Au Temps passé (1867)